# Validita (výzkum)
Při výzkumu zejména v psychologii, sociologii a dalších společenských vědách (stejně jako při statistickém hodnocení technologických procesů, například dodržení standardů kvality služeb) je důležité zkoumat validitu, to jest platnost získaných výsledků vzhledem ke skutečnosti. Proces zajištění validity se potom nazývá validace (například validace testu). Kvalitativní anebo nezávislá kvantitativní validace je důležitá zejména tam, kde zkoumaný jev nelze úplně oddělit od dalších vlivů a kde je interpretace výsledků složitá. Validace se používá při kvantitativním i kvalitativním výzkumu a existují také různé postupy jejího vyčíslení.

## Vztah validity a objektivity ve výzkumu
Míra validity znamená odpověď na otázku, zda zkoumáme to, co chceme zkoumat, a je jedním z předpokladů objektivity. Další předpokladem objektivity výzkumu v sociálních vědách je potom reliabilita, která odpovídá na otázku, jak přesné je toto zkoumání (jak přesný je měřicí nástroj). Reliabilita je proto logicky podmínkou validity – můžeme mít reliabilní, ale nevalidní test; test s nízkou reliabilitou ovšem validní být nemůže. Podle Helmstadera dokonce platí, že maximální možná validita se rovná odmocnině z reliability.

## Validita výzkumné metody
Při uvažování o validitě výzkumu se zpravidla berou v úvahu dvě hlavní oblasti zdrojů (a nedostatků) validity:
- Vnitřní validita udává možnost interpretování výsledků měření pro formulaci výstupu z výzkumu, jeho správnost směrem dovnitř. Ohrožují ji zejména intervenující proměnné.
- Vnější validita je vypovídací síla získaných výsledků pro širší oblast, míra jejich uplatnitelnosti v reálném světě a udává možnost zobecnění výsledku na jiné kategorie populace, na jiný čas a místo.

## Validita testu
U již hotového testu se posuzuje validita v několika hlavních oblastech. Příkladem mohou být psychologické testy, u nichž se v rámci procesu standardizace kromě vytvoření populačních či jiných norem zjišťuje validita v některých z následujících kategorií.
- Obsahová validita odpovídá na otázku, zda test měří skutečně to, co jsme chtěli zkoumat. Například v testu inteligence chceme měřit míru nějaké obecné inteligence, ale dost možná zkoumáme jen určitou část schopností tímto testem měřenou (která s inteligencí souvisí, ale pravděpodobně ji nezachycuje v celé komplexnosti a šíři).
- Kritériová validita označuje míru shody se stanoveným kritériem. Kritériem může být například výsledek v jiném testu a kritériová validita se dělí na dva typy. Souběžná validita určuje míru shody více měření v jednom okamžiku – v tomto případě ve zhruba stejném okamžiku měříme vlastnost více různými metodami. Prediktivní validita určuje schopnost testu předpovídat výsledek v budoucnosti, například vysoká validita v přijímacích zkouškách na střední školu znamená, že student s dobrým výsledkem bude dosahovat dobrého studijního prospěchu.
- Konstruktová validita je zjednodušeně řečeno míra, v níž výsledek v testu reprezentuje teoreticky stanovený konstrukt (pojem, termín apod.). Důležitá je zde správná a přesná formulace onoho konstruktu a teorie.
- Ekologická validita určuje využitelnost výsledků v praxi. Některý test skutečně může velmi dobře měřit nějaký hypotetický konstrukt, ale v praxi jsou jeho výsledky neuplatnitelné, nebo se v běžném životě neprojevují. To je důležité zjistit zejména při laboratorním testování.
- Inkrementální validita se používá v případě, že se jeden test skládá z více subtestů (součástí), nebo měříme jednu věc více metodami. Určuje míru zpřesnění výsledku první metody druhou metodou – jinými slovy pokud první metoda přinese 70 % všech poznatků a po použití i druhé metody máme dohromady 80 % poznatků, značí inkrementální validita velikost právě těchto deseti procent.